# Революционный трибунал (Донбасс)
Революционный трибунал — чрезвычайные судебные органы, существовавшие в Донбассе в 1918 году.  Революционные трибуналы, наряду с ВЧК и местными чрезвычайными комиссиями, являлись органами, осуществлявшими красный террор в Донбассе.

## История
2 января 1918 года Исполком Горловско-Щербиновского района издал постановление под заголовком «Объявление №3», согласно которому Донбасс был на военном положении. Для поддержания порядка в Горловке был создан Революционный трибунал который возглавили рабочие Клипов, Подольский, Бородкин.
Вот некоторые постановления по которым проходили суды:
А  посему происходящие  противоречащие  революционному положению действия, с какой бы стороны они не исходили, подлежат  самому  строгому  революционному  суду,  вплоть до  расстрела.
- Все  лица,  не  входящие  в  ряды  Красной  гвардии, должны  немедленно  сдать  оружие  революционным  комитетам;  лицам,  которым  является  необходимость  иметь оружие,  будет выдаваться  удостоверение.
- Отряды  революционных  войск,  исполняющие  распоряжения Военно-революционных комитетов, во всех исполнениях  своих  обязанностей  должны  иметь  удостоверение за  подписью  означенного  комитета.  Лица,  обнаруженные в  подлоге  таковых  или  прикрываясь  (прикрывающиеся — ред.)  физиономией  революционных  войск,  немедленно  на месте  преступления  предаются  расстрелу.
- Лица,  прельстившиеся  на хищение  чужого имущества оставивших жилые  помещения  граждан,  немедленно  предаются  расстрелу.
- Лица,  задержанные  в  попытке  прямо  или  косвенно оказать  содействие  контр - революционной  стороне,  считаются  предателями революционных войск и пролетариата и  предаются  немедленно  расстрелу
- За  сопротивление  отрядам  революционных  войск  во время  исполнения  ими  своих  обязанностей  лица  эти предаются  немедленно  революционному  суду.
- Воспрещается  бездеятельное  хождение  вооруженных групп,  не  несущих  никаких  постов  охраны и не имеющих от  своих  ротных  командиров  или  революционных  комитетов  особых  на то  удостоверений.
- Товарищи  рабочие,  не  вступившие  в  ряды  Красной гвардии,  должны  находиться  на  работах  и  не  допускать разрухи  рудников  и  заводов.
- Лица,  распространяющие  провокационные  слухи  или подстрекающие  в  общей  массе  рабочих  дезорганизацию, немедленно  будут  изъяты  из  среды  рабочих  и  преданы расстрелу.
- Лица,  изготовляющие  всевозможные  спиртные  напитки,  по  обнаружении  немедленно  будут  арестовываться и предаваться  строгим  революционным наказаниям  вплоть  до  высылки  на  каторжные  работы и  конфискации имущества.[2]